# RAPPAM
A RAPPAM (Rapid Assessment and Prioritization of Protected Area Management) egy gyors értékelési módszer, amivel meg lehet állapítani, hogy az adott védett területen milyen hatékonysággal működik a természetvédelem. Ezt a WWF fejlesztette ki 1999 és 2002 közt.

## A természetvédelem hatékonyságának értékelése
A természetvédelmi kezelési hatékonyság értékelése arról szól, hogy milyen jól kezelik a védett területet. Ez, elsősorban a védendő értékek és a kitűzött célok kezelésének mértékében jelenik meg. Négy fő szándék vezérli az értékelést:
- a változó környezetre való hatásos és hatékony kezelési reagálás;
- részvétel a hatékony erőforrás elosztásban;
- a felelősség és áttekinthetőség elősegítése;
- közösségek bevonásának segítése a védett területek értékeinek támogatása érdekében.

Az értékelés a fent említetteken kívül elősegítheti a kommunikációt és hatékony együttműködést a különféle résztvevők, érintettek közt.

## A módszerről
A védett területek biztosítják a biológiai sokféleségnek, az ökoszisztéma és az ökoszisztéma szolgáltatások épségének egészséges működését, a földtudományi és táji értékek fennmaradását. Jelenleg a Föld felszínének kb. 12%-a áll természeti oltalom alatt, és ez az arány gyorsan növekszik a tengeri területeken is. A védett területek értékeinek megőrzésének maximalizálása érdekében szükség van a döntéshozóknak, terület kezelőinek információkra. Ilyen például a kezelés erősségei és gyengeségei, illetve milyen veszélyekkel, problémákkal kell szembe nézniük. A kezelés hatékonyságának értékelése segít megvalósítani és tökéletesíteni a kezelési stratégiákat, tökéletesíti a tervezést és a prioritások megfogalmazását.
Ezért néhány szervezet kidolgozott olyan módszereket, amivel rendszeresen lehet értékelni a védett területek kezelésének hatékonyságát. Ma már több, mint 40 módszer, több, mint 6300 értékelési munka készült, több, mint 100 országból. A leggyakrabban alkalmazott módszer a RAPPAM. A sikere abban rejlik, hogy gyorsan és egyszerűen alkalmazható a védett területeken a fő veszélyek, hatások, kimenetek azonosítására, ami ország, régió vagy ökorégió szintre vonatkozhat. Így:
- azonosítja a kezelés erősségeit, gyengeségeit;
- elemzi a különféle veszélyek és terhelések megoszlását, gyakoriságát, komolyságát,  nagyságát;
- azonosítja a terület magas ökológiai, társadalmi fontosságát;
- jelzi a természetvédelmi feladatok sürgősségét és prioritásait;
- segít kifejleszteni a megfelelő beavatkozást.

Általában akkor a leghatékonyabb és legalaposabb ez a módszer ha közös műhelymunkában (workshop) végzik ezt. Ebbe a közös munkába be kell vonni a terület kezelőit, az adott minisztérium vagy hatóság illetékeseit, a terepen dolgozó szakembereket, a területen élőket és jobb esetben a civil szervezeteket is. Ennek a munkának 5 fő lépése van, mégpedig a következők:
- meg kell határozni az értékelés tárgyát, hatáskörét,
- a megfelelő információk begyűjtése,
- a RAPPAM kérdőív kitöltése,
- elemezni a tényeket,
- megfogalmazni a javaslatokat és a következő lépéseket.

A védett területek sokfélesége – különféle értékek, eltérő rendszerek és kultúrák – miatt nem lehet az értékelési eljárást sablonosítani. Ezért van az, hogy a nemzetközi szervezetek is csak egy keretet adnak az értékeléshez, amit helyi viszonyokhoz kell aztán igazítani. A hatékony kezelés megvalósítása sok összetevőből áll: megfelelő célkitűzések és vezetési rendszer, kielégítő erőforrások, megfelelő kezelési stratégiák  és a folyamatok időszerű végrehajtása. A kezelés hatékonyságának elemzése, értékelése nem képes minden körülményt és feltételt magában foglalni. Így, ami egyik helyen (rendszerben) nyilvánvaló az a másik helyen nem biztos, hogy az.

## A módszer elemei
Az értékelési eljárás központi elve hat elem, ami a kontextus, a tervezés, a források, a folyamat, output és az eredmények. Ezek az elemek egyenként is sok kérdésre választ adnak, de összesítve nézve részletes képet kaphatunk a kezelésről, így tökéletesíthetjük a természetvédelem hatékonyságát mind helyi, mind pedig rendszer szinten.

## A kezelési ciklus
Az egész keretmunka azon az elven alapszik, hogy a védett területek jó kezelése egy ciklikus folyamatot kell, hogy kövessen. A kezelési ciklus a hat fontos elemet azonosítja. Ezeket kell külön-külön értékelni, ha az egész rendszer hatékonyságát meg akarjuk ismerni. A kezelés a védett terület kontextusának megértésével, beazonosításával kezdődik. Azaz a terület értékei, a veszélyek, politikai környezet… stb. azonosítása. Majd folytatódik a tervezéssel. Ez a jövőkép, célok, stratégiák meghatározásának része, azaz hogyan védjük meg értékeinket és hárítsuk el a veszélyeket. A források részbe beletartozik minden, ami inputként szerepeltethető. Ilyen például az alkalmazottak, a pénz, a felszerelés. A folyamat után jönnek az outputok (javak és szolgáltatások), végül az eredmények, ami remélhetőleg egyezik a kezdetben megfogalmazott célokkal. Fontos különbséget tenni az output és az eredmény közt.  Az output, legalábbis itt,  a feladatok, célok megvalósítását segíti. Ilyen például a kiépített ösvények, őrjáratok száma, pihenőhelyek… stb. Az eredmények a hosszú távú célok megvalósulását tükrözi. Például növény- vagy állatfajok populációjának stabilitása, jól működő ökoszisztémák, kultúrértékek fenntartása.

## A RAPPAM kérdőív főbb kérdéstípusai
Kontextus
- Mik az értékek és mi a terület jelentősége?
- Mik a veszélyek?
- Milyen társadalmi, gazdasági és politikai tényezők hatnak a kezelésre?
- Kik a résztvevők?

Tervezés
- A jogi státusz és a tulajdonviszonyok rendezettek?
- Mennyire megfelelő a természetvédelem rendszere?
- Az adott védett területnek van elfogadott kezelési terve?

Források
- Milyen forrásokra van szükség a hatékony kezeléshez?
- Elegendőek a források a védett területek hatékony kezelésére?

Kezelési folyamatok
- A kezelés a legjobb módon történik?
- A megállapított módon történik a kezelés?
- Hogyan tökéletesíthetőek a kezelési gyakorlatok?

Outputok
- Kezelési terv, munkaprogram teljesítve lett?
- Mik a kezelés eredményei?
- Milyen a teljesített szolgáltatások szintje vagy száma?
- Milyen a teljesített stratégiák, feladatok, intézkedések állapota, mértéke?

Eredmények
- A kezelés végül elérte a kitűzött célokat és az elvárt eredményeket kapta?
- Milyen az értékek állapotát?
- A szocio-ökonómiai és kulturális kondíciók javultak vagy változatlanok maradtak?
- A specifikus kezelési célkitűzések teljesültek-e és a veszélyek csökkentek-e?